# 대한민국 형법 제295조
대한민국 형법 제295조는 동력에 대한 형법각칙의 조문이다.

## 조문
제295조(벌금의 병과) 제288조부터 제291조까지, 제292조제1항의 죄와 그 미수범에 대하여는 5천만원 이하의 벌금을 병과할 수 있다.
[전문개정 2013.4.5]

第372條(動力) 本章의 罪에는 第346條를 準用한다.

## 참조 조문
제346조(동력) 본 장의 죄에 있어서 관리할 수 있는 동력은 재물로 간주한다.

## 참고 문헌
- 김재윤(학원인), 손동권 저, 새로운 형법각론, 율곡출판사, 2013. ISBN 9788997428342

## 같이 보기
- 손괴죄
- 대한민국 형법 제346조